# David Rocha
David Mateos Rocha (Cáceres, 7 febbraio 1985) è un allenatore di calcio ed ex calciatore spagnolo, di ruolo centrocampista.

## Carriera
Ha giocato nella seconda divisione spagnola e nella massima serie nordamericana (statunitense).